# Krameria erecta
Krameria erecta är en tvåhjärtbladig växtart som beskrevs av Carl Ludwig von Willdenow och Schult.. Krameria erecta ingår i släktet Krameria och familjen Krameriaceae. Inga underarter finns listade i Catalogue of Life.